# Akab Dzib
Akab Dzib (en maya: Áak’ab Ts’íib) es un extenso edificio prehispánico de la ciudad maya de Chichén Itzá en México, fue la residencia del líder Cocom llamado Yahawal Cho' K'ak'.

De acuerdo a un texto jeroglífico localizado en Chichanchob dentro de Chichén Itzá el nombre original de este edificio fue Wak Puh Ak Na. El nombre Akab Dzib viene de las palabras en maya áak’ab “noche” y ts’íib "escritura", que en conjunto se traduce como “escritura oscura” haciendo referencia a un texto con glífos mayas no descifrados en un dintel encontrado al interior del edificio. Para fines arqueológicos también es identificado como la Estructura 4D1 de Chichén Itzá.

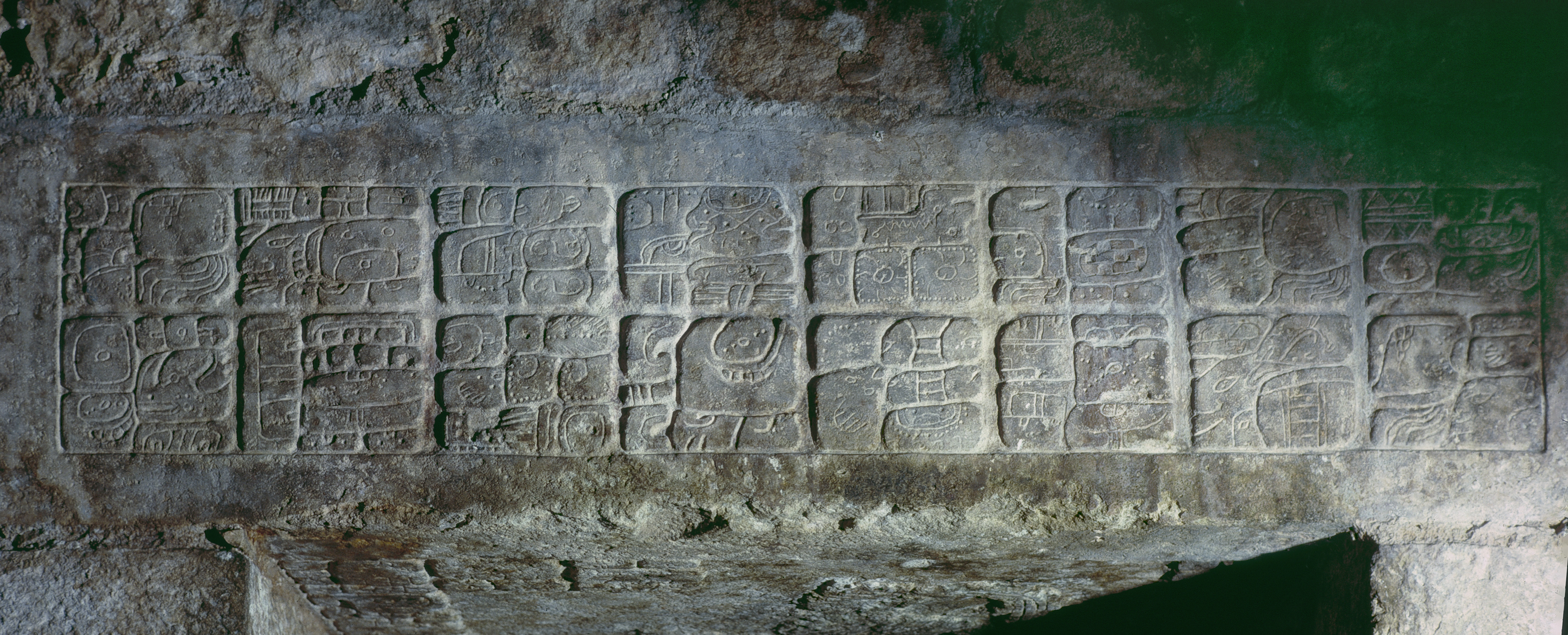
Dintel con inscripción jeroglífica en Akab Dzib

## Arquitectura
El Akab Dzib fue edificado con el estilo arquitectónico de la región Puuc antes de la influencia tolteca en Chichén Itzá, la construcción esta datada a finales del siglo IX aproximadamente en el año 869 d. C. El edificio tiene 6 metros de altura y una longitud de 54 metros, el techo de la estructura es la bóveda maya tradicional también conocido como arco falso, la construcción está integrada por 3 secciones con un total de 18 cuartos o cámaras abovedadas.
Al interior del edificio sobre una entrada a una cámara se encuentra un dintel grabado con una inscripción jeroglífica maya aún no descifrada, acompañado de otro dintel más extenso con una escena con la figura del gobernante Yahawal Cho' K'ak' perteneciente al linaje maya Cocom el cual porta el título de K'uhul Kokom "divino Cocom", la escena muestra al gobernante sentado sobre un trono frente a un gran incensario ceremonial.

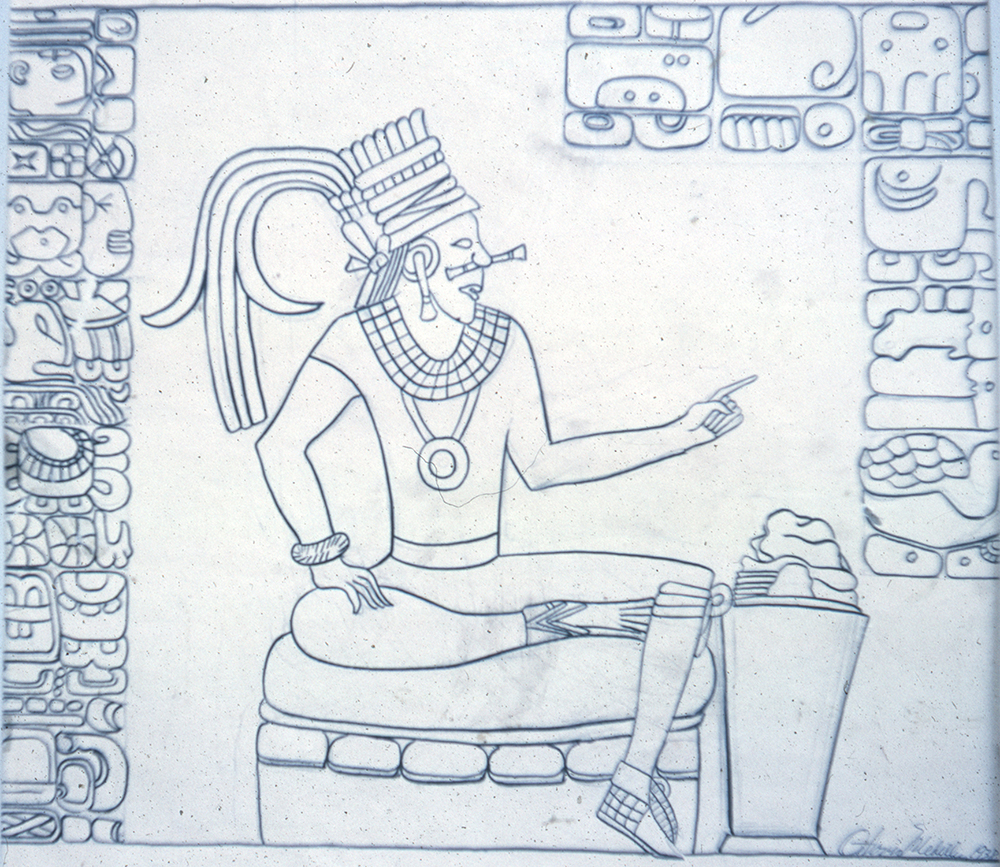
Grabado de un dintel de Akab Dzib.